# Likerecz Gyöngyi
Likerecz Gyöngyi (Oroszlány, 1983. május 28. –) magyar női súlyemelő.

## Pályafutása
Átlagostól kissé magasabb (172 cm), erős testi felépítésű (72 kg), izomzatának rugalmassága lehetővé tette eredményes sporttevékenységét. Egyesülete az Oroszlányi Városi Sportegyesület (OVSE), versenyszáma a 75 kilogrammos súlycsoport. Edzője: id. Likerecz János.
Többszörös serdülő Európa-bajnok (1997, 1998). Ausztrália egyik nagyvárosa Sydney adott otthont a XXVII., a 2000. évi nyári olimpiai játékok súlyemelő tornájának, ahol a 75 kilogrammos súlycsoportban pontszerzőként, az ötödik helyet szerezte meg. 2001-ben Törökországban az antalyai világbajnokságon elsőként a magyarok közül három aranyérmet nyert (szakítás, lökés, összetett).  2002-ben a csehországi Havířovban zajló junior súlyemelő világbajnokságon megismételte teljesítményét, ráadásul lökésben 143 kg-mal felnőtt világcsúcsot állított fel.

## Sikerei, díjai
2001-ben kivételes eredményének – világbajnoki eredményeső  –  köszönhetően a Magyar Sportújságírók Szövetsége először választott női súlyemelőt az év női sportolója elismerő díj elnyerésére. A megtisztelő címet súlyemelőként ezt megelőzően 1963-ban Veres Győző érdemelte ki.
Kiemelkedő eredményei: olimpiai 5. (2000), világbajnok (2001), Európa-bajnok (2001), junior-világbajnok (2002), 2× junior vb-3. (1998, 1999), junior Európa-bajnok (1999), 3x serdülő Európa-bajnok (1997, 1998, 1999); szakítás: világbajnok (2001), Európa-bajnok (2001); lökés: világbajnok (2001), Európa-bajnok (2001), országos bajnok (2001)
A Magyar Köztársaság elnöke, Mádl Ferenc – a gyermek-, ifjúsági és sportminiszter előterjesztésére – a Magyar Köztársasági Ezüst Érdemkereszt (polgári tagozata) kitüntetést adományozta részére.